# (2939) Coconino
(2939) Coconino (1982 DP; 1952 HU3; 1976 ST4) ist ein ungefähr sechs Kilometer großer Asteroid des inneren Hauptgürtels, der am 21. Februar 1982 vom US-amerikanischen Astronomen Edward L. G. Bowell am Lowell-Observatorium, Anderson Mesa Station (Anderson Mesa) in der Nähe von Flagstaff, Arizona (IAU-Code 688) entdeckt wurde.

## Benennung
(2939) Coconino wurde nach dem Coconino County in Arizona benannt, in dem sich das Lowell-Observatorium, an dem der Asteroid entdeckt wurde, befindet. Das Wort „Coconino“ stammt aus der Sprache der Hopi und bezieht sich hauptsächlich auf die im Westen der Hopi lebenden Havasupai- und Walapai-Indianerstämme. Eine sekundäre Bedeutung gilt für Hopi-Kinder, die noch nicht in die religiösen Praktiken der Hopi-Gesellschaft eingeführt wurden.